# Liste der Parlamentsabgeordneten von Malta (1927–1932)
Diese Liste gibt einen Überblick über die Mitglieder des Repräsentantenhauses von Malta in der Wahlperiode von 1927 bis 1932.
| Name                     | Fraktion | Wahlkreis | Bemerkungen                                |
| ------------------------ | -------- | --------- | ------------------------------------------ |
| Giovanni Adami           | PN       | 5         |                                            |
| Giuseppe Agius Muscat    | PN       | 4         |                                            |
| Alfredo W. Azzopardi     | PN       | 2         |                                            |
| Augusto Bartolo          | CON      | 2         | zurückgetreten; Nachrücker Parnis, Eric    |
| Robert Bencini           | CON      | 3         |                                            |
| Paolo Boffa              | CdL      | 5         |                                            |
| John Bugeja              | CON      | 6         |                                            |
| Alfredo Cachia Zammit    | PN       | 5         |                                            |
| Antonio Dalli            | PN       | 3         |                                            |
| Enrico Dandria           | PN       | 2         |                                            |
| Giuseppe De Giorgio      | PN       | 7         |                                            |
| Nicolo Delia             | PN       | 7         |                                            |
| Michael Dundon           | CdL      | 4         |                                            |
| Tommaso Fenech           | PN       | 6         |                                            |
| Robert Galea             | CON      | 1         |                                            |
| Alfred Gera De Petri     | CON      | 1         |                                            |
| Robert E. Hamilton       | CON      | 4         |                                            |
| Carlo Mallia             | PN       | 1         |                                            |
| Giuseppe Micallef        | CON      | 8         | zurückgetreten; Nachrücker Bonello, Robert |
| Giuseppe Micallef        | Unabh.   | 8         |                                            |
| Carmelo Mifsud Bonniċi   | PN       | 4         |                                            |
| Ugo P. Mifsud            | PN       | 1         |                                            |
| Enrico Mizzi             | PN       | 8         |                                            |
| Anthony Joseph Montanaro | CON      | 7         |                                            |
| Anthony Montano          | CON      | 2         |                                            |
| Alfred Parnis            | CON      | 5         |                                            |
| Enrico Sacco             | CdL      | 3         |                                            |
| Walter Salomone          | CON      | 6         |                                            |
| Achille Samut            | CON      | 3         | zurückgetreten; Nachrücker Muscat, Joseph  |
| Gerald Strickland        | CON      | 8         |                                            |
| Roger Strickland         | CON      | 6         |                                            |
| Edwin Vassallo           | CON      | 7         |                                            |

Quelle: Maltadata

## Einzelnachweis
1. ↑  Members of Parliament, 1921–2008. In: maltadata.com. Archiviert vom Original (nicht mehr online verfügbar) am 3. Januar 2014; abgerufen am 21. Juli 2019 (englisch).